# Ланарвили
Ланарвили (фр. Lanarvily; французское произношение: [lanaʁvili]; брет. Lannarvili) — коммуна в департаменте Финистер региона Бретань на северо-западе Франции.

## География
Ланарвили расположен в районе Норд-Финистер, примерно в двадцати километрах к северу от Бреста. Это сельская коммуна площадью 5,92 км², сельскохозяйственная деятельность которой в основном сосредоточена на молочном животноводстве и товарном садоводстве. В 2008 году население составляло 375 человек.

## Топонимика
Название местности засвидетельствовано в форме Lanhervilly в 1630 году. Название происходит от брет. lann (с брет. — «скит») и святого Хаэруили (или Хаэлуили), засвидетельствован в IX веке.

## История

### Средние века
Ланарвили представлял собой треве (район, удалённый от прихода) Кернилиса, входил в архидиаконство Кеменет-Или под епископством Леона и находился под покровительством святого Гуэсну. Он является результатом расчленения примитивного прихода Плугерно.

### Французская революция
В марте 1793 года Ланарвили был одной из коммун, наряду с Гиссени, Плуневентером, Плуданьелем, Плугерно и Керлуаном, приговоренной к выплате 40 600 ливров в качестве компенсации за восстание против республиканского правительства. Кернилис и Ланарвили должны были выплатить 500 ливров.

### Двадцатый век
Виконт Венсель, мэр Ланарвили, был одним из одиннадцати мэров, которые в октябре 1902 года выразили протест префекту Финистера по поводу циркуляра, запрещающего использование бретонского языка в церквях.

## Список мэров
| Период      | Период      | ФИО                | Примечание          |
| ----------- | ----------- | ------------------ | ------------------- |
| 1977        | 2008        | Пьер Менес         |                     |
| 2008        | 2014        | Мари-Габриэль Огор |                     |
| 2014        | 23 мая 2020 | Ивон Томас         |                     |
| 23 мая 2020 | действуюший | Ксавье Франкес     | Инженер-консультант |

## Геральдика
| Герб Ланарвили | Блазон      | На разделённом щите в правом поле на золоте чернью восстающий безоружный лев, в левом поле на зелени золотом сноп пшеницы. На почётном месте — голгофский крест серебром на серебряной горе. Во главе горностаевый мех, 5 хвостов. |
| Герб Ланарвили | Подробности | Официальный статус герба еще не определён. |

## Памятники

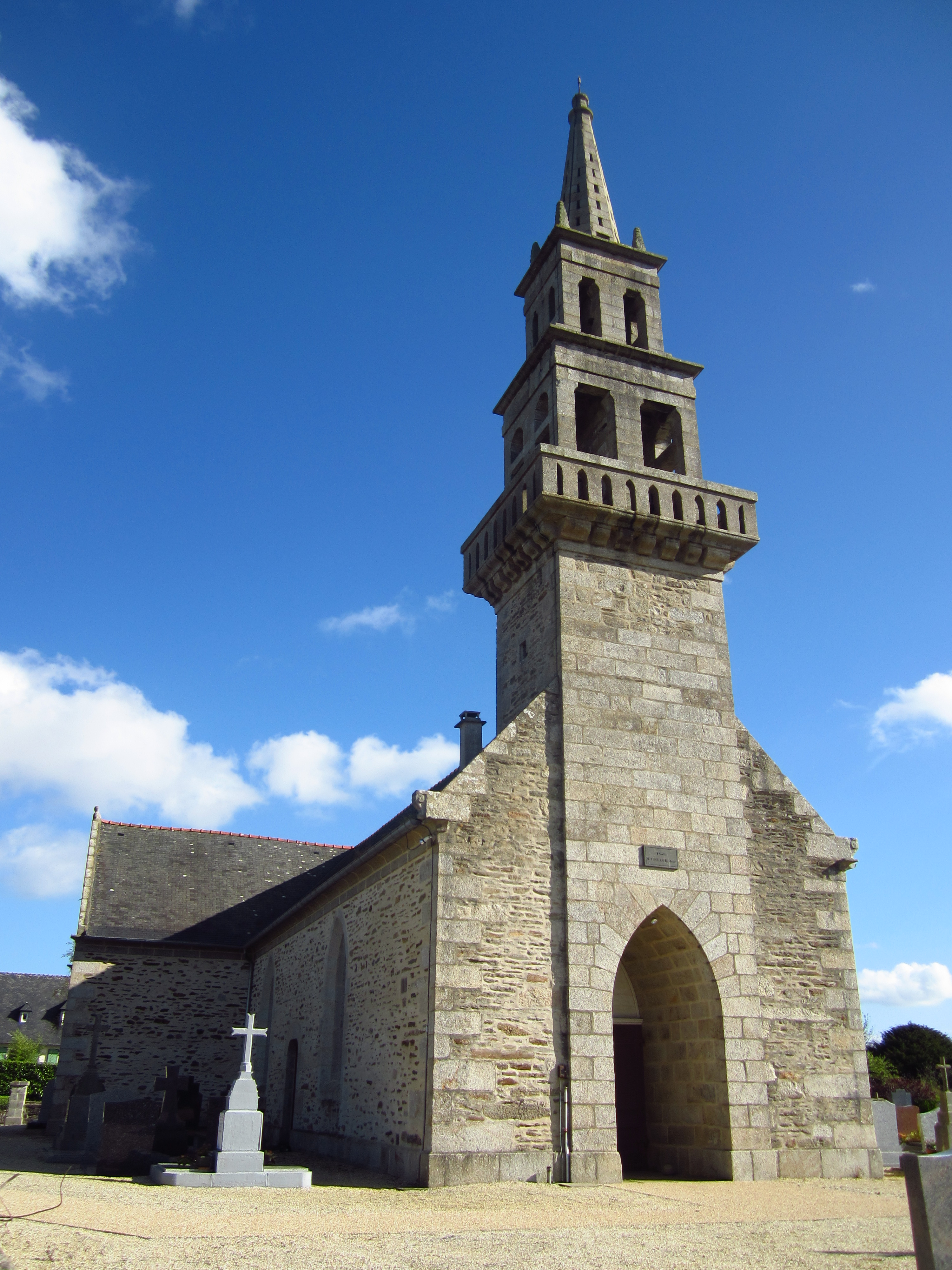
Церковь Сен-Гуэсну.

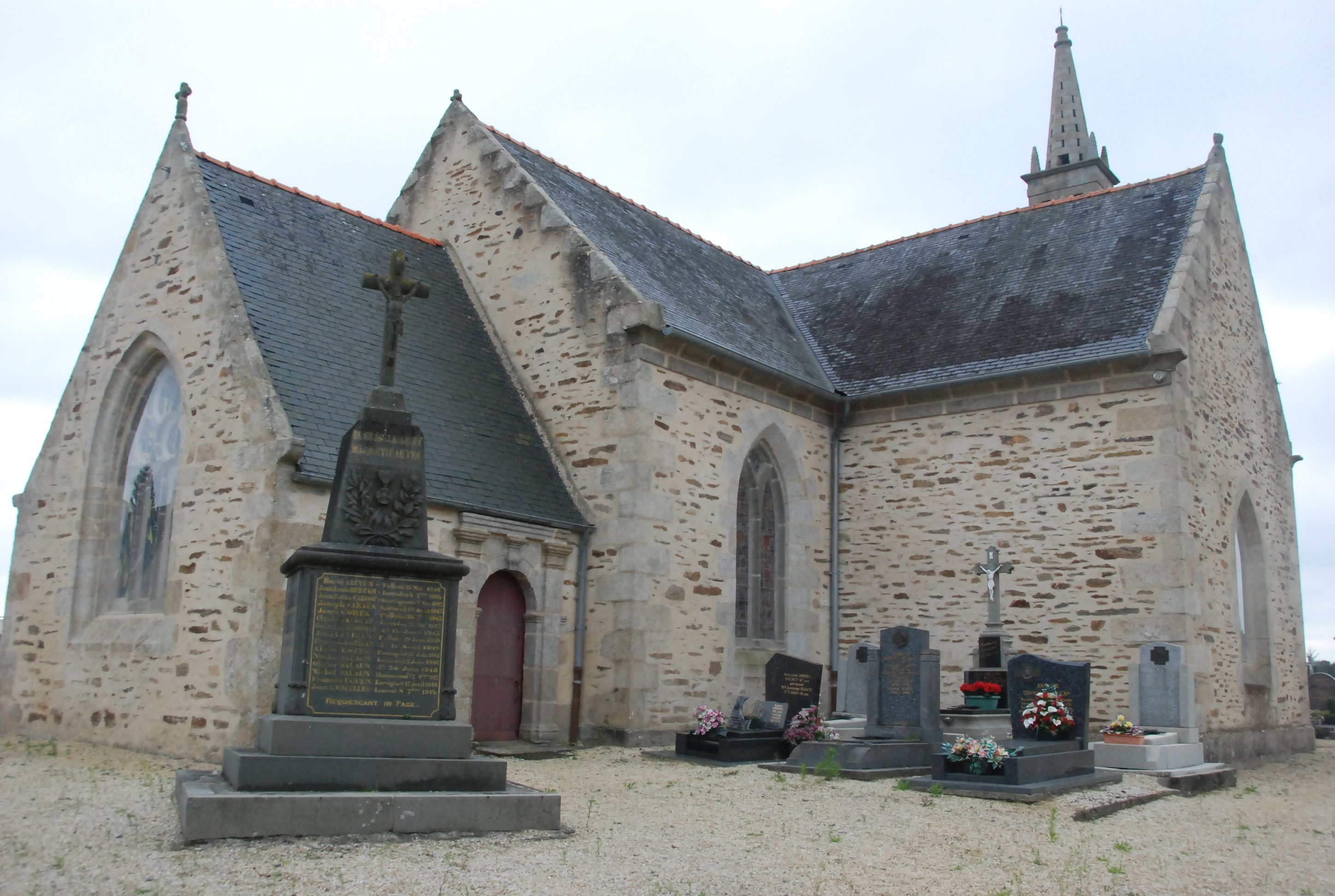
Памятник погибшим в 1914—1918 гг.

- Церковь Сен-Гуэсну, построенная в XV веке и восстановленная в 1856 году. В здании сохранилась ризница и дверной проём первоначальной часовни XV века, а также, вероятно, фронтон южного трансепта. Внутри — полихромные деревянные статуи, изображение сцены распятия маслом на холсте.
- Памятник погибшим в 1914—1918 годах.

## Бретонский язык
Присоединение к хартии «Я д’ар брежонег» было принято муниципальным советом 21 ноября 2011 года.

## Спортивные мероприятия
Каждый год, обычно в январе, в Ланарвили проводятся международные соревнования по велокроссу — Велокросс дю Минган. Первое соревнование было проведено в 1958 году. Ланарвили организовал чемпионат Бретани (1965), этап Кубка Франции по велокроссу (2014), пять чемпионатов Франции по велокроссу (1973, 1996, 2007, 2011 и 2017), этап Кубка мира по велокроссу (2004—2005) и чемпионат мира по велокроссу (1982). В ходе 60 соревнований, проводимых с 1958 года, на трассе Минганта выступали специалисты в этой дисциплине, а также французские и международные чемпионы по велоспорту (Бернар Ино, Ронан Пенсек, Мигель Мартинес, Роже де Вламинк, Адри ван дер Поэль, Свен Нис, Франсис Мури). Организация соревнований мобилизует много людей, в частности, в ходе чемпионата Франции 2007 года в городе с населением 350 человек собралось более 400 волонтёров.

## Страна гортензий
В Ланарвили находится один из 7 садов проекта «Земля гортензий».
Гортензия стала одним из знаковых растений Бретани, но цветет она во Франции только с XVIII века, времени великих научных морских экспедиций по открытию неизвестных земель. Впервые гортензия была привезена во Францию ботаником Филибером Коммерсоном, который вместе с Бугенвилем отправился в кругосветное путешествие на борту «La Boudeuse», покинувшего Брест в 1766 году.
Гортензия вездесуща в частных садах и в городах коммун Бретани, и она была выбрана для улучшения архитектурного и ландшафтного наследия региона Аберс-Кот-де-Лежанде в рамках проекта «Земля гортензий».

## Демография
| 1800 | 1806 | 1821 | 1831 | 1836 | 1841 | 1846 | 1851 | 1856 |
| ---- | ---- | ---- | ---- | ---- | ---- | ---- | ---- | ---- |
| 372  | 516  | 512  | 480  | 492  | 500  | 546  | 539  | 514  |
|      |      |      |      |      |      |      |      |      |
| 1861 | 1866 | 1872 | 1876 | 1881 | 1886 | 1891 | 1896 | 1901 |
| 514  | 540  | 543  | 518  | 526  | 510  | 507  | 520  | 518  |
|      |      |      |      |      |      |      |      |      |
| 1906 | 1911 | 1921 | 1926 | 1931 | 1936 | 1946 | 1954 | 1962 |
| 516  | 565  | 507  | 515  | 507  | 469  | 427  | 399  | 355  |
|      |      |      |      |      |      |      |      |      |
| 1968 | 1975 | 1982 | 1990 | 1999 | 2004 | 2006 | 2009 | 2014 |
| 291  | 270  | 272  | 281  | 266  | 312  | 345  | 390  | 436  |
|      |      |      |      |      |      |      |      |      |
| 2019 | -    | -    | -    | -    | -    | -    | -    | -    |
| 414  | -    | -    | -    | -    | -    | -    | -    | -    |

С 1962 по 1999 год: население без двойного счета; на последующие даты: муниципальное население. 
Источники: Ldh/EHESS/Cassini до 1999 года, затем Insee с 2006 года.
Гистограмма демографических изменений